# Emmanuel Sanon
Wilfried Louis
Emmanuel "Manno" Sanon (Porto Príncipe, 25 de Junho de 1951 – Orlando, 21 de Fevereiro de 2008) foi um futebolista haitiano, atacante considerado o melhor jogador da história do futebol do país mais pobre das Américas, se tornando ainda mais popular ao marcar os dois gols do Haiti em Copas do Mundo.

## Carreira

### Copa de 1974
Emmanuel Sanon fez parte do elenco histórico da Seleção Haitiana de Futebol, na Copa do Mundo de 1974, ele teve três presenças e dois gols.

### Gols
O primeiro deles contra a Seleção Italiana de Futebol, quando recebeu passe de Philippe Vorbe, arrancou, driblou Dino Zoff e encostou para as redes da Azzurra. O Haiti fez o primeiro gol da partida, porém perdera, por 3-1, mas essa performance fez de Sanon o jogador mais popular do Caribe.
O segundo gol foi contra a Argentina quando o jogo estava 3-0, ele aproveitou rebote do goleiro da argentina e chutou forte de fora da área.
Como treinador, chegou a dirigir a Seleção Haitiana em 1999–2000.

## Morte
Sanon faleceu em 21 de Fevereiro de 2008, aos 56 anos de idade, em virtude de um câncer no pâncreas, em Orlando, Flórida.

## Ligações Externas
- Perfil em Fifa.com (em inglês)